# Chelostoma philadelphi
Chelostoma philadelphi là một loài Hymenoptera trong họ Megachilidae. Loài này được Robertson mô tả khoa học năm 1891.

## Hình ảnh

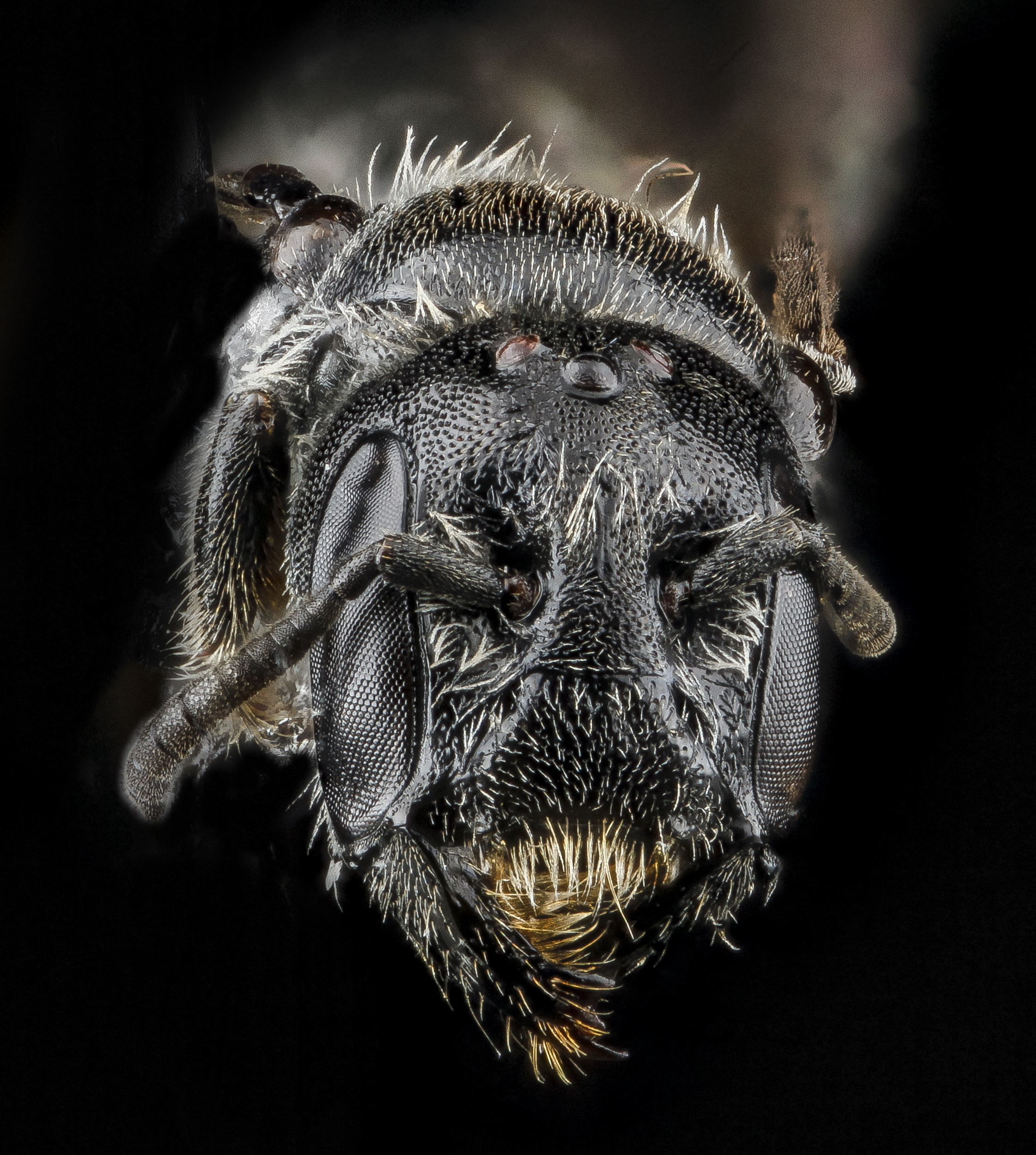